# Serpopardo

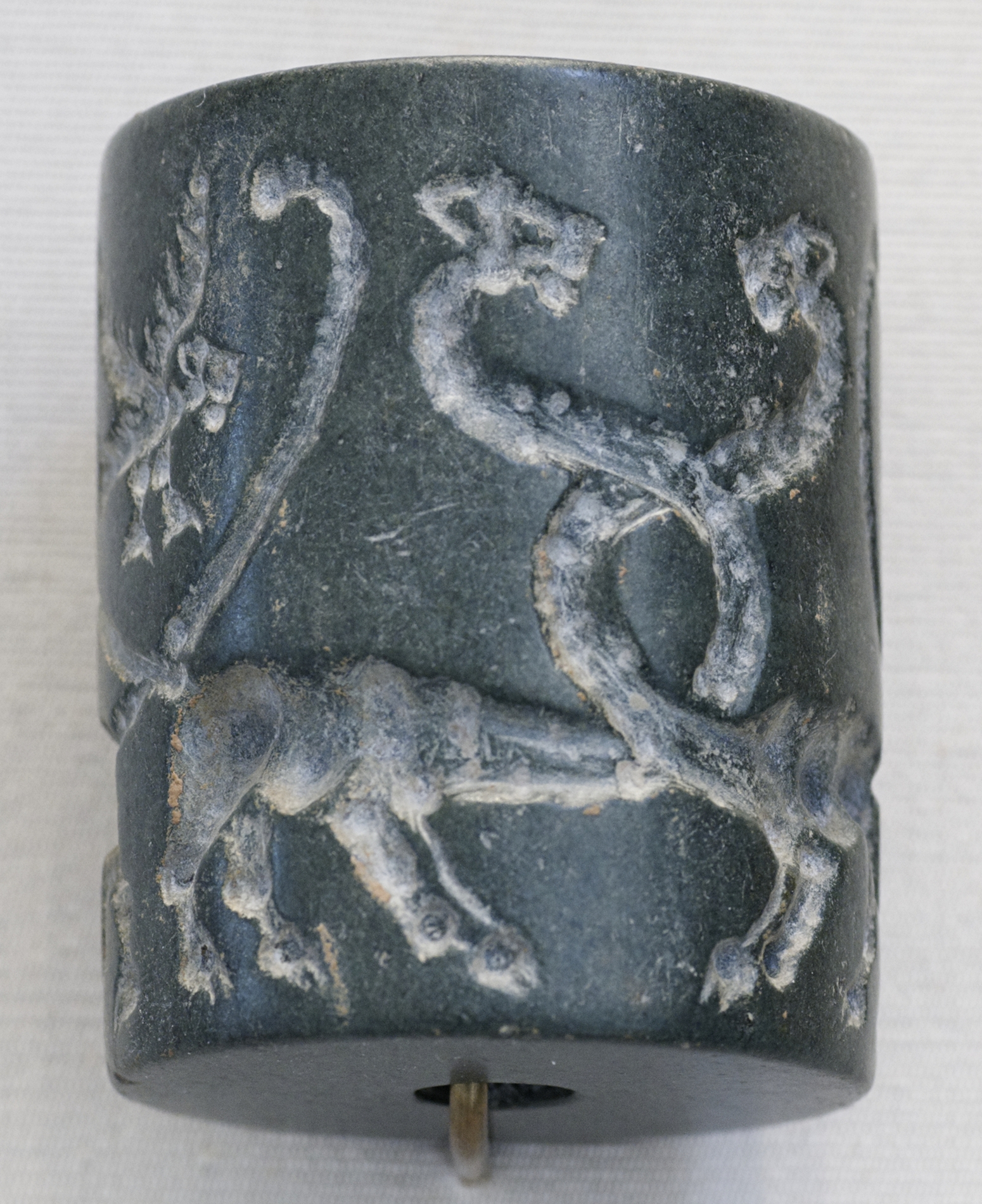
Sello cilíndrico que data del año 3000 a. C. con un sepopardo, fue encontrado en Uruk y se encuentra en el museo de Louvre.

Serpopardo es un término moderno para referirse a un animal mítológico conocido a través del arte del Antiguo Egipto y Mesopotamia.  «Serpopardo» es un vocablo compuesto que proviene de las palabras «serpiente» y «leopardo», derivado de la interpretación de que la criatura representa una combinación de estos dos animales; sin embargo, las imágenes también han sido interpretadas como «leones (o leonas) con cuello de serpiente». En los textos antiguos no se brinda una denominación para la criatura.

## Imágenes

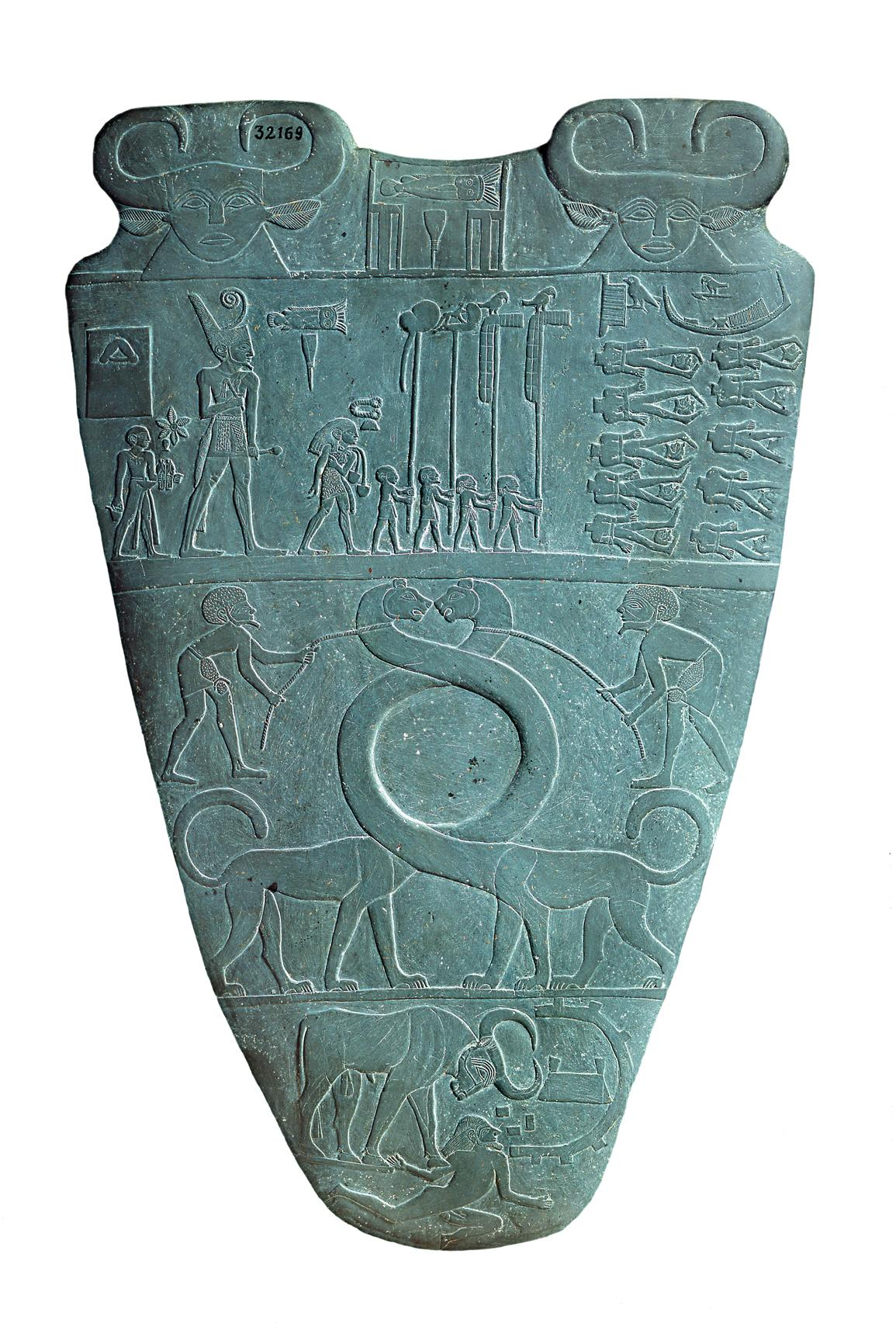
Paleta de Narmer con una depresión central para mezclar cosméticos (en el centro de los dos cuellos).

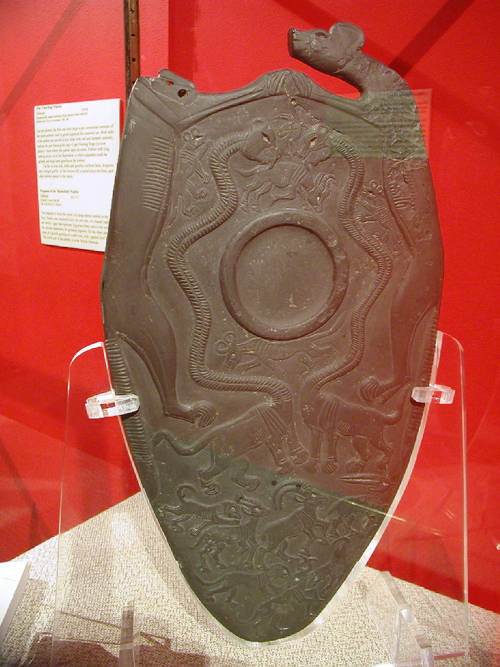
Paleta ceremonial de los perros salvajes. Hieracómpolis. Museo Ashmolean.

La imagen se ha encontrado específicamente en decorados de paletas para cosméticos que datan desde el Periodo predinástico de Egipto y más comúnmente como parte de los motivos grabados en los sellos cilíndricos del Período de Uruk (alrededor de 3500-3000 a. C.). Entre los ejemplos se encuentran la paleta de Narmer y la pequeña paleta de Hieracómpolis. En el sello cilindro de la derecha se observa claramente el motivo, que generalmente consiste en dos criaturas con los cuellos entrelazados.

## Interpretaciones
La imagen generalmente es clasificada como un felino y a la inspección de cerca se asemeja a una leona con el cuello inusualmente largo. Lleva la mata de pelo característica de esta especie en el extremo de la cola, no hay manchas y la cabeza de orejas redondeadas se asemeja más a una leona que a una serpiente, porque estas últimas no tienen orejas; tampoco se observan las características típicas de la serpientes como las escamas, la lengua o la forma de la cabeza.
Se ha sugerido que en el arte del Antiguo Egipto el serpopardo representa «un símbolo del caos que reinaba más allá de las fronteras de Egipto», que el rey debería dominar. Normalmente se muestran dominados o sujetados, como en la paleta de Narmer, o atacando a otros animales. En el arte de Mesopotamia aparecen en pares, con los cuellos entrelazados.
En Mesopotamia, el uso de estos «leones con cuello de serpiente», animales híbridos y otros animales, se cree que son «manifestaciones del aspecto ctónico del dios de la vitalidad natural, que se manifiesta en toda vida que surge de la tierra».
De manera similar a otros pueblos antiguos, los egipcios son conocidos por sus representaciones muy precisas de las criaturas que observaban. Sus criaturas compuestas tienen fusionadas características muy reconocibles de los animales que originalmente representan a las deidades.
Las leonas desempeñaron un papel importante en los conceptos religiosos del Alto y el Bajo Egipto y es probable que han sido designadas como animales asociados con la protección y la realeza. Los cuellos largos pueden ser una simple exageración, utilizada como motivo artístico característico de la estructura, ya sea dando forma al área de mezcla en la paleta de Narmer o rodeando una pequeña paleta. Primigenias representaciones de animales fantásticos se han encontrado también en Elam y Mesopotamia, así como en muchas otras culturas antiguas.